# Bektemir Melikuziev
Bektemir Melikuziev est un boxeur ouzbek né le 8 avril 1996. 

## Carrière
Il remporte à 20 ans la médaille d'argent dans la catégorie des poids moyens aux Jeux olympiques d'été de 2016 à Rio de Janeiro en ne s'inclinant qu'en finale contre le boxeur cubain Arlen López. Le même scénario s'est reproduit un an avant à Doha lors du championnat du monde de boxe amateur.
Le jeune boxeur était le porte-drapeau en 2014 de son pays aux jeux olympiques de la jeunesse où il avait remporté le titre enchainant en 2015 avec le sacre aux championnats asiatiques à Bangkok. Après les Jeux olympiques de Rio, Melikuziev poursuit sa carrière dans la catégorie de poids mi-lourds et remporte la médaille de bronze aux championnats du monde de Hambourg en 2017 ainsi que le titre de champion d'Asie à Tachkent la même année.

## Palmarès

### Jeux olympiques
- Médaille d'argent en -75 kg en 2016 à Rio de Janeiro, Brésil

### Championnats du monde de boxe amateur
- Médaille d'argent en -75 kg en 2015 à Doha, Qatar
- Médaille de bronze en -81 kg en 2017 à Hambourg, Allemagne

### Championnats d'Asie de boxe amateur
- Médaille d'or en -75 kg en 2015 à Bangkok, Thaïlande
- Médaille d'or en -81 kg en 2017 à Tachkent, Ouzbékistan